# Lodovico Carracci
Pour les articles homonymes, voir Carracci.
Ludovico ou Lodovico Carracci (ou encore Ludovic ou Louis Carrache en français), né en avril 1555 à Bologne où il meurt le 13 novembre 1619, est un peintre italien pré-baroque de l'école bolonaise, ainsi qu'un graveur et imprimeur qui demeure dans sa ville natale tout au long de sa carrière.

## Biographie
Fils de Vincenzo Carracci, boucher de métier, il fut élève de Prospero Fontana puis du Tintoret à Venise, mais aucun de ses maîtres n'a cru  en lui. Il voyagea ensuite, copiant les tableaux d'Andrea del Sarto, étudiant ceux de Parmigianino, du Corrège et de Giulio Romano, puis retourné à Bologne, il  y développa, pour ses tableaux à sujet religieux, un style propice à la dévotion. Il créa un genre éclectique s'attachant à détruire les exagérations et le mauvais goût des diverses écoles de son temps. Il fonda à Bologne, en 1582, de concert avec ses deux cousins, Agostino et Annibale, l'académie de peinture des Carrache, dite des Incamminati (acheminés, progressifs), qui avait pour principe d'allier l'observation de la nature à l'imitation des meilleurs maîtres. En 1584, les trois Carrache ont reçu la commande des fresques de l'étage noble du palais Fava où ils vont mettre en pratique leur enseignement académique.

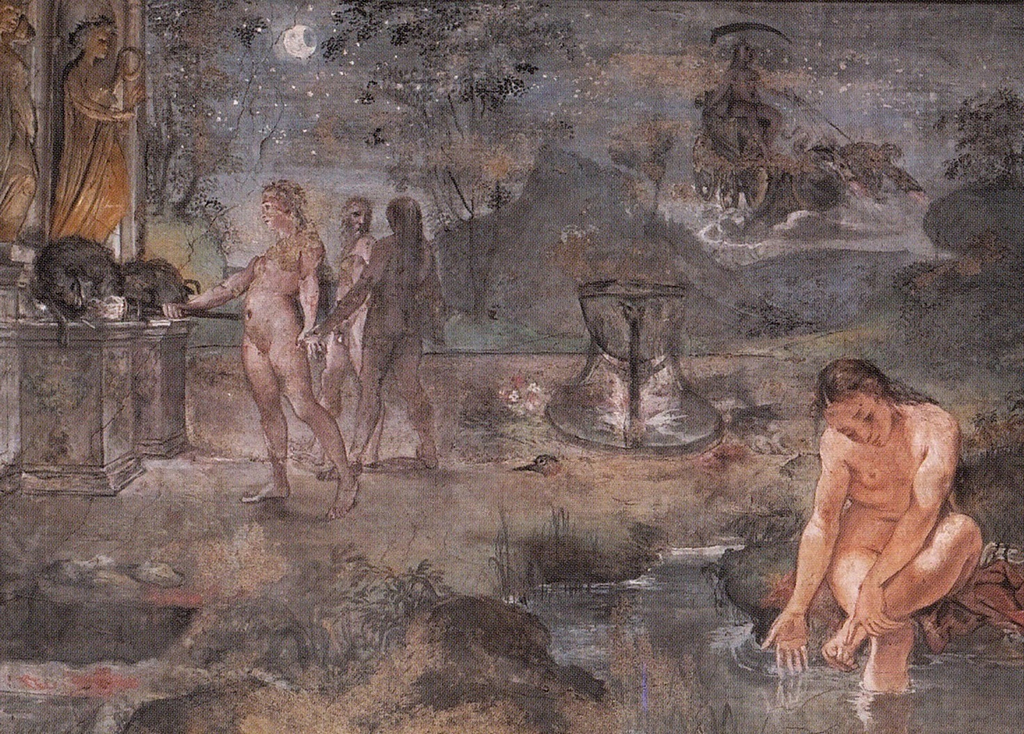
Médée, fresque, Bologne, palais Fava.

De cette période datent une Annonciation (Bologne, Pinacothèque nationale) et un Baptême du Christ (Munich, Alte Pinakothek). Ses œuvres de jeunesse se caractérisent par des constructions simples et rigoureuses dont le principe est illustré dans le tableau de sa Prédication de saint Jean-Baptiste.
Il ne va pas rester insensible aux nouvelles tendances naturalistes. Il va alors s'exprimer dans un nouveau style avec des clairs-obscurs contrastés et une grande intensité dramatique qui s'exprime dans La Chute de saint Paul (1587), la Madone Bargellini (1588), La Madone des Scalzi (vers 1590), la Flagellation (1590, Douai, musée de la Chartreuse), la Vierge à l'Enfant avec saint Joseph et saint François de Cento (1591) et les fresques du palais Magnani (1588-1591).

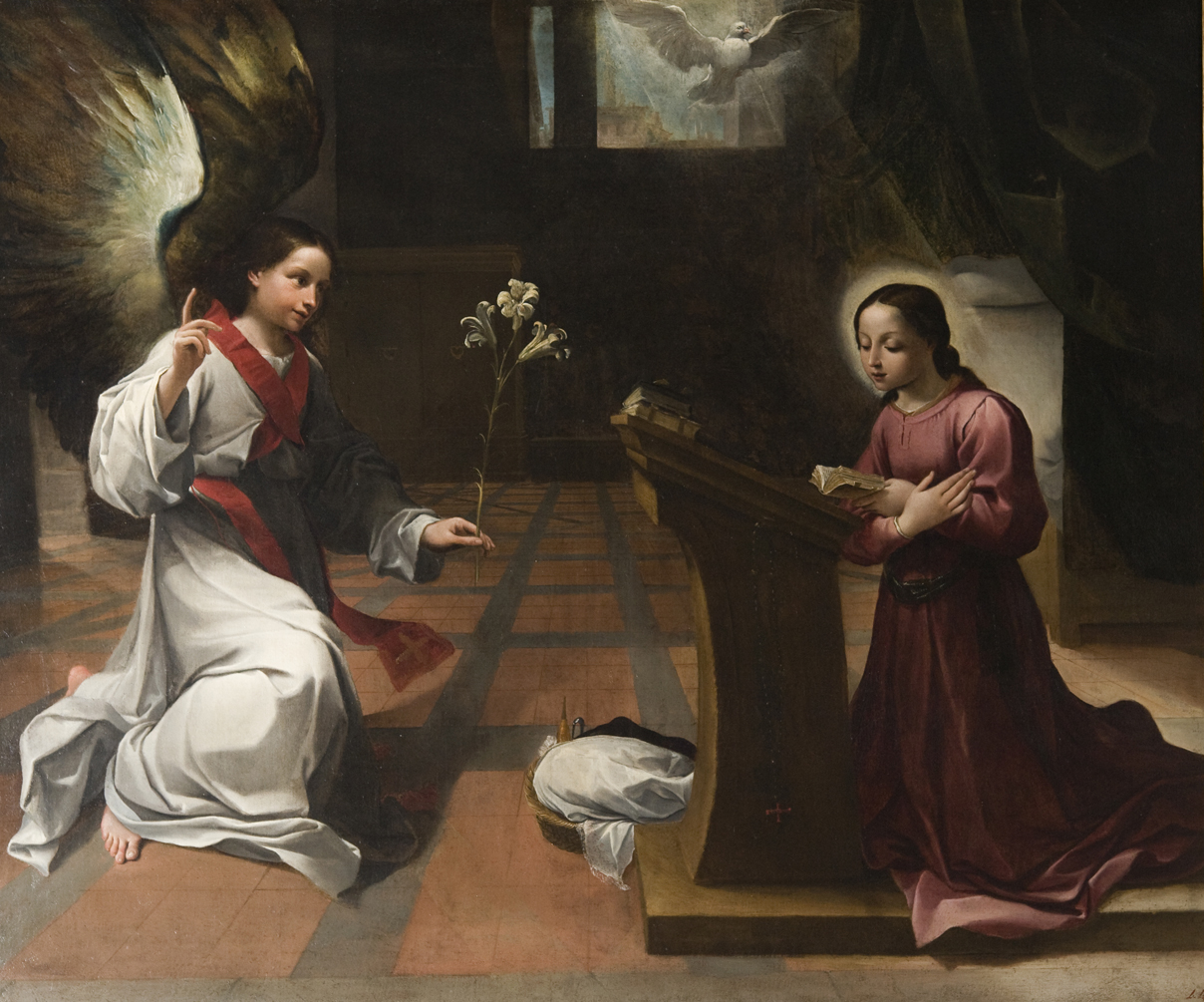
Annonciation (1585) Pinacothèque nationale de Bologne.
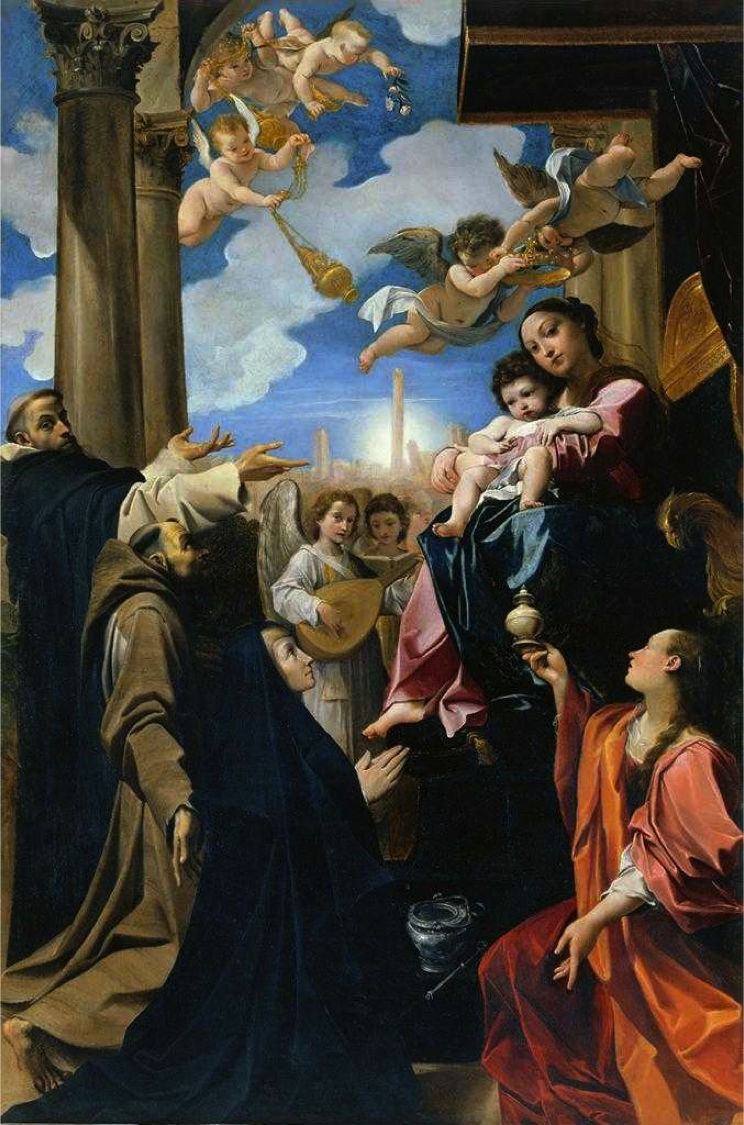
Madone Bargellini (1588) Pinacothèque nationale de Bologne.
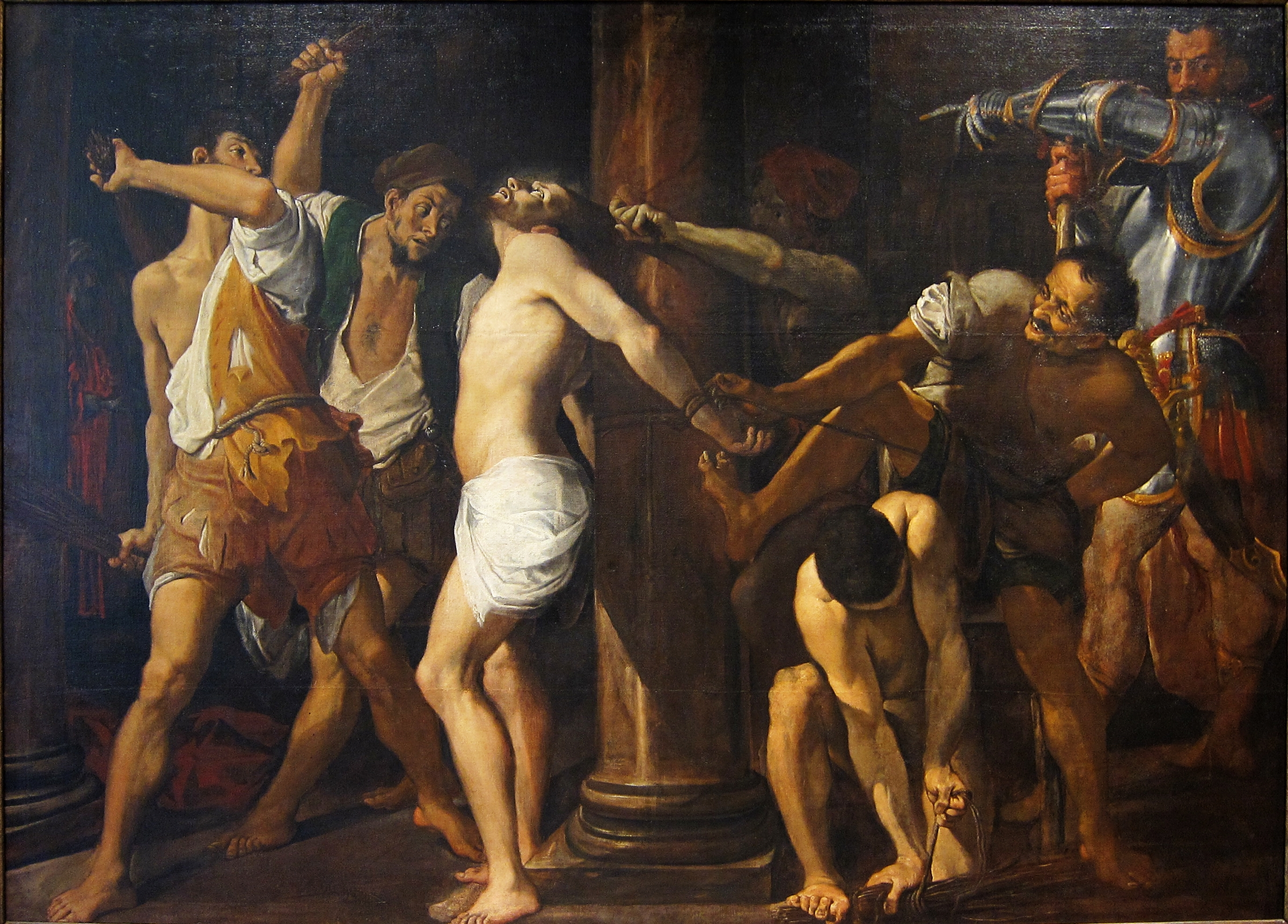
La flagellation (1590) musée de la Chartreuse de Douai.
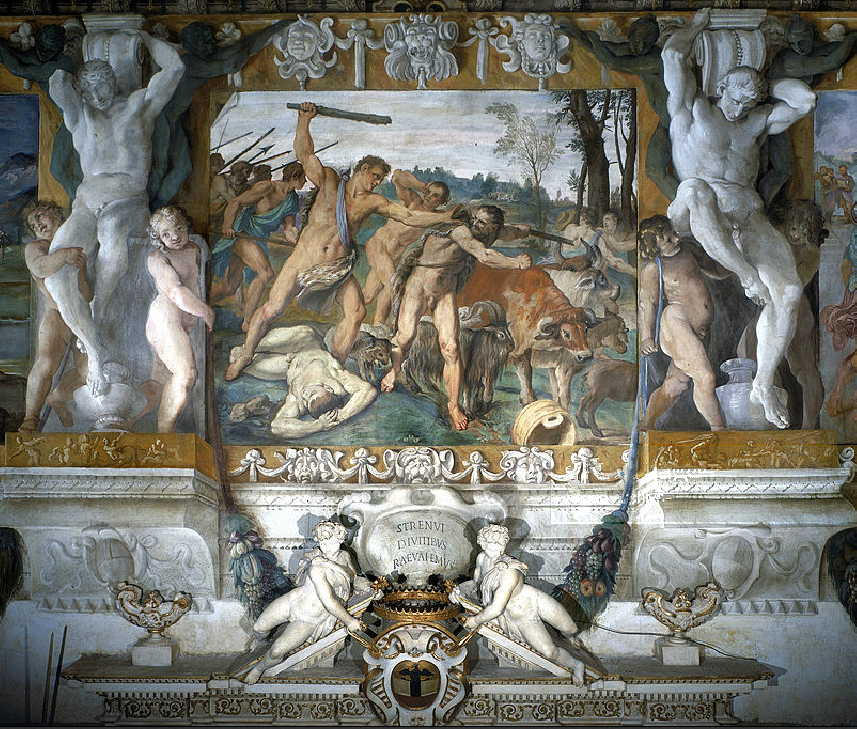
Décoration du palais Magnani, Bologne.

Cependant il s'est consacré plus à l'enseignement comme le confirme la commandite du cardinal Farnèse à Rome qu'il préféra voir exécutée par Annibale et Agostino.

« L'âge suivant assista dans Bologne au grand travail de réformation commencée par Lodovico Carracci. L'art s'était perdu par l'abus de la science et par la substitution des formes conventionnelles aux enseignemens de la nature; il se releva par la profondeur des études et la comparaison des chefs-d'œuvre l'inspiration lui revint par des voies plus doctes, mais détournées. Bologne eut son école de géants. »

— « Chronique de la quinzaine », Revue des deux Mondes, tome 18, 30 avril 1839 Chronique de la quinzaine.- 30 avril 1839.
Sa dernière commande importante est celle des fresques du cloître du monastère de San Michele in Bosco, à Bologne, en 1604-1605. Une grande partie de ces peintures a été perdue mais est connue grâce à une série de gravures faites par Carlo Antonio Pisarri à la fin du XVIIe siècle.
En 1607 et 1608, il est à Plaisance où il a peint les fresques dans le chœur de la cathédrale et le palais de l'archevêque.
En 1612, Maffeo Barberini a commandé pour la chapelle de sa famille dans l'église Sant'Andrea della Valle, à Rome, Saint-Sébastien jeté dans la Cloaca Maxima (Los angeles, Getty Museum).
Il peint la Crucifixion et les Pères de l'Église dans les limbes se trouvant dans l'église Santa-Francesca-Romana de Ferrare, initialement prévue pour la basilique Saint-Georges-hors-les-murs. Cette œuvre, maintenant placée dans la première chapelle à droite en entrant dans l'église, se trouvait à l'origine dans l'abside et était entourée par une trilogie de peintures représentant des anges adorateurs portant les instruments de la Passion et dans les niches latérales Notre Dame des Sept-Douleurs et Saint Jean l'Évangéliste pleurant.
Dans sa dernière période, les Carrache ont exécuté des peintures d'une expressivité remarquable, caractérisée par une structure formelle romantique en réaction aux nouvelles orientations vers une plus faible palette chromatique.

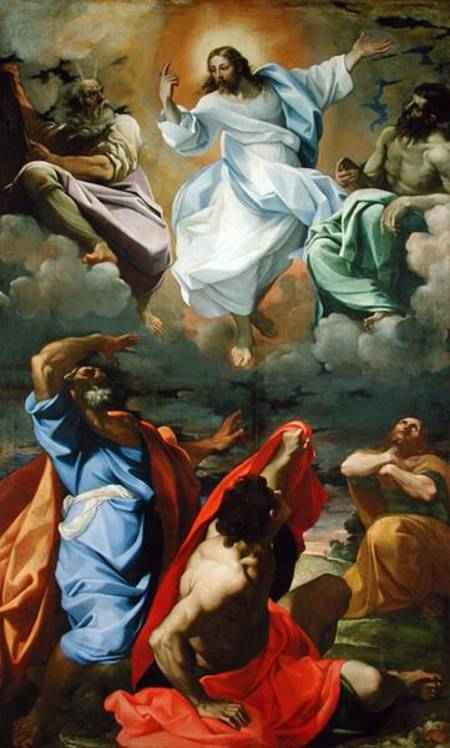
Transfiguration (1595) Pinacothèque nationale de Bologne.
Abraham et les trois anges Pinacothèque nationale de Bologne.
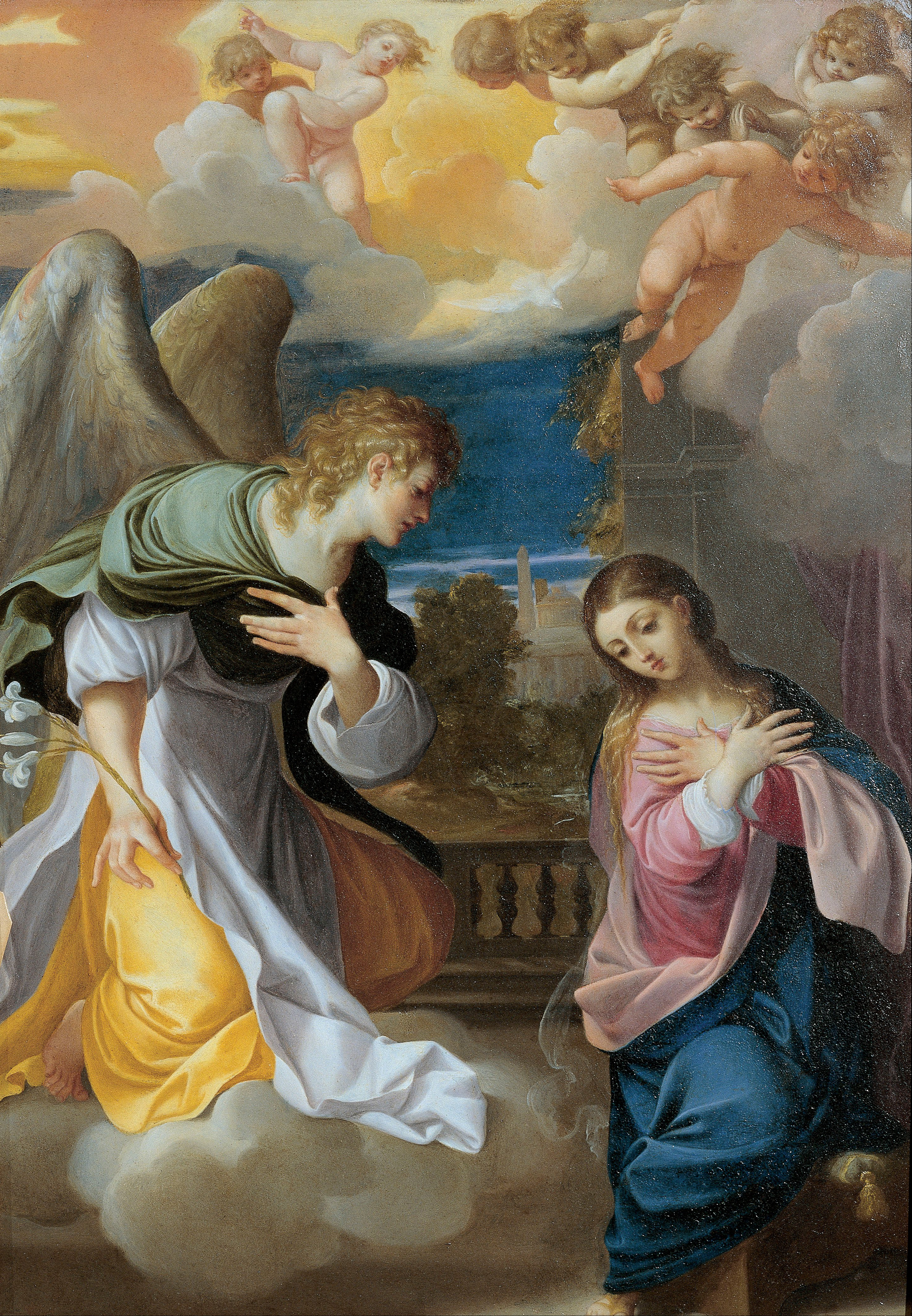
Annonciation (1603-1604) Gênes, Musei di Strada Nuova.
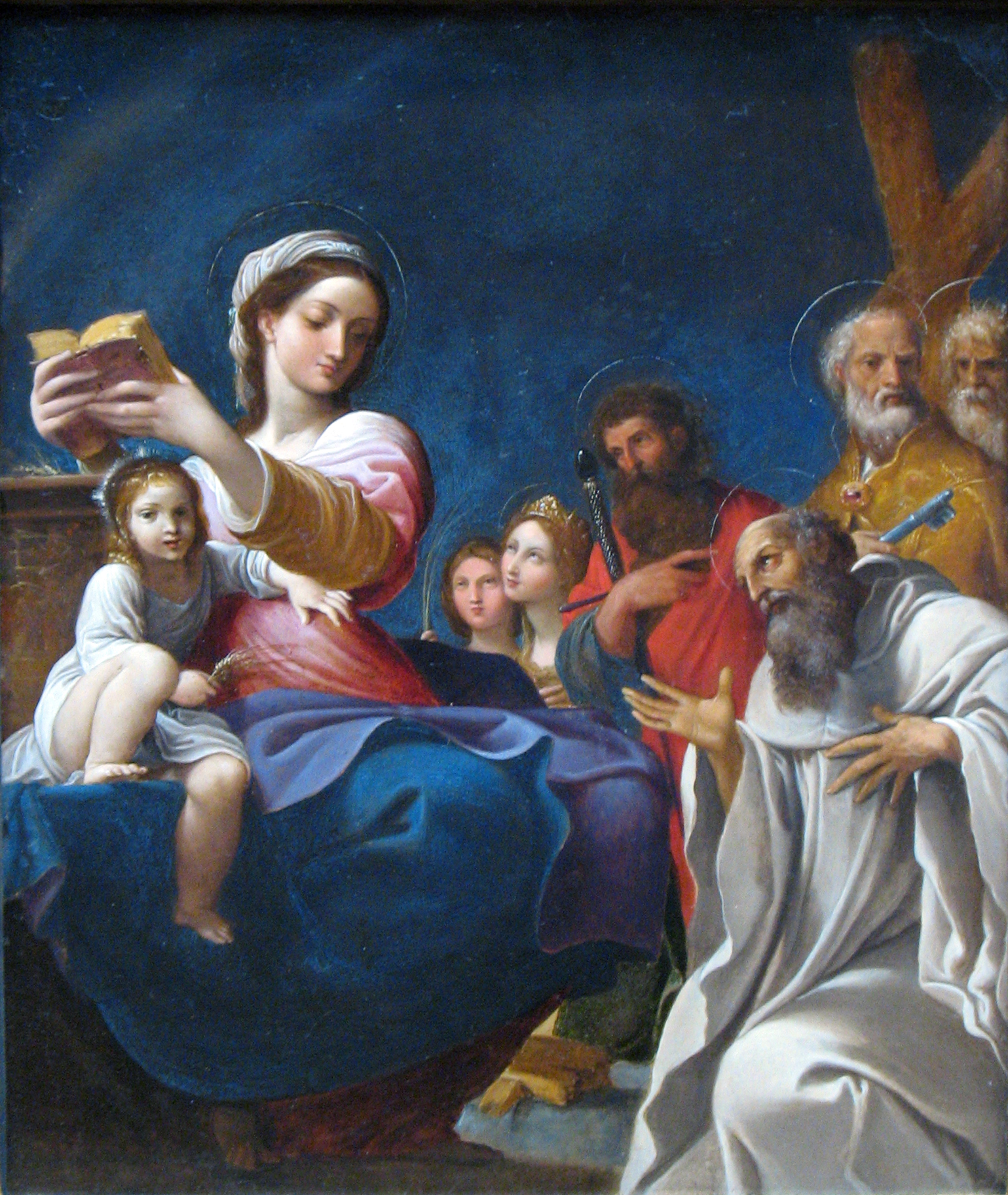
Vierge à l'Enfant avec des saints (1607) New York, Metropolitan Museum of Art.
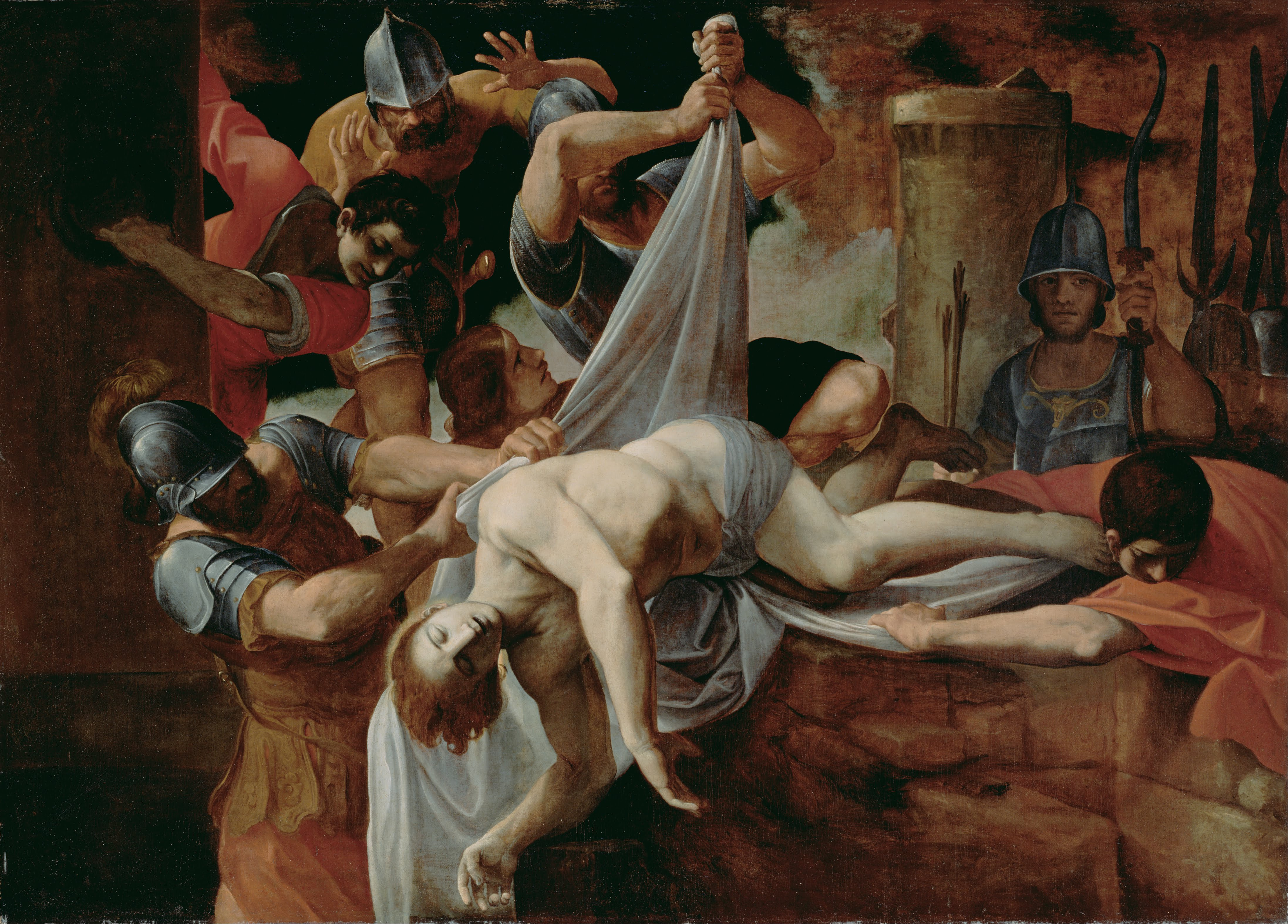
Saint Sébastien jeté dans le Cloaca Maxima (1612) Los angeles, Getty Museum.

## Œuvres

### France
- Chartres, musée des Beaux-Arts : Vénus, Cérès et Bacchus, toile, 118 × 168 cm, don du docteur Moreau[1].
- Douai, musée de la Chartreuse : Flagellation.
- Fontainebleau, musée national du château :
  - L'Adoration des bergers ;
  - La Nativité de Jésus-Christ.
- Lille, palais des Beaux-Arts : Déploration du Christ.
- Lyon, musée des Beaux-Arts : Baptême de Jésus, inv. no A 68.
- Marseille, musée des Beaux-Arts de Marseille : Assomption de la Vierge.
- Paris :
  - École nationale supérieure des beaux-arts[2] :
    - Saint Jean et la perdrix, sanguine sur papier, 26,4 × 20,4 cm[3]. Ce dessin représente un épisode de la vie de saint Jean l'Évangéliste rarement illustré mais que relate Cassien puis Jacques de Voragine dans La Légende dorée. Au cours de son séjour à Éphèse, saint Jean est apostrophé par un chasseur qui lui reproche de s'adonner à un passe-temps futile, celui de caresser une perdrix qu'il a apprivoisée. Saint Jean lui répond que l'arc comme l'esprit ne peuvent pas être toujours occupés de Dieu :
    - L'Adoration des mages, plume et encre brune, lavis d'encre brune sur papier, 21,5 × 16,1 cm[4]. Ce dessin est à mettre en rapport avec le décor de la petite chapelle Gessi de l'église Sant Bartolomeo di Reno, exécuté par Ludovico et Agostino. Ludovico peint deux toiles latérales, L'Adoration des mages et La Circoncision, aujourd'hui détruites.
    - Le Premier Discours de Pierre (Actes II, 14-41), plume, encre brune, lavis brun sur papier, 29,8 × 25,6 cm[5]. Ce dessin très fini ne peut être mis en relation avec une composition connue de Carracci, mais le format suggère une étude pour la décoration d'une chapelle. Ludovico a illustré plusieurs fois la vie de saint Pierre, notamment dans une sanguine de Saint Pierre repentant conservé au musée du Louvre.
    - Étude d'ange à mi-corps la main devant les yeux, sanguine et rehauts de craie blanche sur papier, 20,4 × 17,7 cm[6]. Ce dessin est caractéristique des dessins de jeunesse des Carracci, datables de la fin des années 1580, des études de figures isolées dans une pose naturelle, voire quotidienne, exécutées à un ou deux crayons.

  - musée du Louvre :
    - Apparition de la Vierge et de l'Enfant Jésus à sainte Hyacinthe, 1594, 375 × 223 cm[7],
    - Vierge à l'Enfant.
- Rennes, musée des Beaux-Arts :
  - Visitation ;
  - Martyre de saint Pierre et de saint Paul.

### Québec(Canada)
- Québec:
  - Jésus en croix, huile sur toile, 41,3 × 59,5 cm, Musée de la civilisation, collection du Séminaire de Québec

### Italie
- Bologne :
  - basilique San Domenico : une peinture.
  - cathédrale de Bologne : Annonciation, 1619, retable du maître-autel.
  - Pinacothèque nationale : Bargellini Madonna, 1588.
  - San Michele in Bosco : peintures de son école.
  - Nativité de saint Jean-Baptiste[Où ?].
  - Transfiguration sur le mont Thabor[Où ?].
  - La Sainte Famille sous une arcade, 1590, eau-forte.
- Reggio d'Émilie
  - basilique Notre-Dame de la Ghiara : Saint Georges conduit au martyre et sainte Catherine évanouie.

### Pays-Bas
- Amsterdam, Rijksmuseum Vision de saint François (1583-1585),, inv. no SK-A-3989.

### Localisation inconnue
- Samalcis et Hermaphrodite, huile sur toile, 114 × 152 cm[8].

### Œuvres disparues
- Saint François.
- Saint François en extase.